# Singapurská hokejová reprezentace
Singapurská hokejová reprezentace je národní hokejové mužstvo Singapuru. Hokejový svaz sdružuje 360 registrovaných hráčů (z toho 200 seniorů), majících k dispozici 2 haly s umělou ledovou plochou. Singapur je členem Mezinárodní federace ledního hokeje od 2. května 1996.

## Mistrovství světa v ledním hokeji
| MS        | Úroveň       | Místo turnaje | Umístění                         |
| --------- | ------------ | ------------- | -------------------------------- |
| MS – 2021 | Divize IV    | Biškek        | Zrušeno kvůli pandemii covidu-19 |
| MS – 2022 | Divize IV    | Biškek        | 47. místo                        |
| MS – 2023 | Divize III B | Sarajevo      | 49. místo                        |

## Mezistátní utkání Singapuru
24. 4. 2008  Singapur 4:0 Macao 
24. 4. 2008  Malajsie 2:1 Singapur 
25. 4. 2008  Tchaj-wan 2:1 Singapur 
25. 4. 2008  Singapur 1:0 Thajsko 
26. 4. 2008  Hongkong 1:0 Singapur 
15. 3. 2009  Hongkong 1:1 Singapur 
16. 3. 2009  Spojené arabské emiráty 4:2 Singapur 
17. 3. 2009  Singapur 6:1 Macao 
19. 3. 2009  Singapur 5:0 Indie 
20. 3. 2009  Mongolsko 5:1 Singapur 
29. 3. 2010  Thajsko 11:0 Singapur 
30. 3. 2010  Macao 3:3 Singapur 
31. 3. 2010  Kuvajt 4:2 Singapur 
02. 4. 2010  Malajsie 3:3 Singapur 
16. 3. 2013  Macao 6:4 Singapur 
17. 3. 2013  Hongkong 10:0 Singapur 
19. 3. 2013  Singapur 13:4 Indie 
20. 3. 2013  Mongolsko 3:2 Singapur 
24. 2. 2014  Kyrgyzstán 6:3 Singapur 
26. 2. 2014  Singapur 2:1 Macao 
27. 2. 2014  Singapur 6:2 Indie 
1. 3. 2014  Macao 2:1 Singapur 
2. 3. 2014  Singapur 5:3 Indie 
10. 4. 2015  Singapur 10:2 Malajsie 
11. 4. 2015  Singapur 11:3 Malajsie 
18. 4. 2015  Kuvajt 5:3 Singapur 
19. 4. 2015  Singapur 4:2 Kyrgyzstán 
21. 4. 2015  Singapur 13:0 Indie 
22. 4. 2015  Singapur 4:1 Malajsie 
24. 4. 2015  Singapur 12:3 Omán 
12. 3. 2016  Mongolsko 11:0 Singapur 
13. 3. 2016  Spojené arabské emiráty 5:2 Singapur 
15. 3. 2016  Tchaj-wan 14:2 Singapur 
16. 3. 2016  Thajsko 7:1 Singapur 